# Freddie Krivine Women's Tournament
Il Freddie Krivine Women's Tournament è un torneo professionistico di tennis giocato su campi in cemento. Fa parte dell'ITF Women's Circuit. Si gioca annualmente a Netanya in Israele.

## Albo d'oro

### Singolare
| Anno | Campionessa       | Finalista        | Punteggio          |
| ---- | ----------------- | ---------------- | ------------------ |
| 2011 | Dinah Pfizenmaier | Çağla Büyükakçay | 7–6(7–5), 4–6, 6–1 |

### Doppio
| Anno | Campionesse                  | Finaliste                    | Punteggio |
| ---- | ---------------------------- | ---------------------------- | --------- |
| 2011 | Çağla Büyükakçay Pemra Özgen | Nicole Clerico Julia Glushko | 7–5, 6–3  |